# Idenors församling
Idenors församling var en församling i Uppsala stift och i Hudiksvalls kommun i Gävleborgs län. Församlingen uppgick 2002 i Hudiksvall-Idenors församling.

## Administrativ historik
Församlingen har medeltida ursprung.
Församlingen var till 14 augusti 1651 annexförsamling i pastoratet Tuna och Idenor för att därefter till 2002 vara annexförsamling i pastoratet Hudiksvall och Idenor. Församlingen uppgick 2002 i Hudiksvall-Idenors församling.

## Kyrkor
- Idenors kyrka